# Кеалакекуа (Хаваји)
Кеалакекуа (енгл. Kealakekua) насељено је место за статистичке потребе у америчкој савезној држави Хаваји. По попису становништва из 2010. у њему је живело 2.019 становника.

## Демографија
Према попису становништва из 2010. у граду је живело 2.019 становника, што је 374 (22,7%) становника више него 2000. године.
| Група             | 2000.       | 2010.       |
| Белци             | 372 (22,6%) | 469 (23,2%) |
| Афроамериканци    | 12 (0,7%)   | 5 (0,2%)    |
| Азијати           | 606 (36,8%) | 622 (30,8%) |
| Хиспаноамериканци | 151 (9,2%)  | 215 (10,6%) |
| Укупно            | 1.645       | 2.019       |